# آرورا ریبرو
آرورا ریبرو (به انگلیسی: Aurora Ribero) (زاده ۱۸ مهٔ ۲۰۰۴) بازیگر و مدل اندونزیایی است.
از کارهای معروف او می‌توان به بازی در فیلم‌ ولگردهای سایه اشاره کرد.